# Laccotrephes fabricii
 (septembre 2024).
Si vous disposez d'ouvrages ou d'articles de référence ou si vous connaissez des sites web de qualité traitant du thème abordé ici, merci de compléter l'article en donnant les références utiles à sa vérifiabilité et en les liant à la section « Notes et références ».
Espèce
Laccotrephes fabricii est une espèce d'insecte de la famille des Nepidae (Stål, 1868). Cette espèce est originaire d’Afrique orientale.